# Щирець II
Щире́ць ІІ (до 1974 року Щержець) — проміжна залізнична станція Львівської дирекції Львівської залізниці.
Розташована у смт. Щирець Львівського району Львівської області на лінії Львів — Стрий між станціями Глинна-Наварія (12 км) та Миколаїв-Дністровський (19 км).

## Історія
Станцію було відкрито 16 листопада 1873 року у складі залізниці Львів — Стрий. Первісно вживався польський варіант назви станції — Щержець. Сучасна назва з 1974 року. Електрифіковано станцію 1962 року.
На станції зупиняються лише приміські електропоїзди.